# Galearia celebica
Galearia celebica är en tvåhjärtbladig växtart som beskrevs av Sijfert Hendrik Koorders. Galearia celebica ingår i släktet Galearia och familjen Pandaceae.

## Underarter
Arten delas in i följande underarter:
- G. c. celebica
- G. c. pubescens